# Nərgiz Şəfiyeva
Nərgiz Şəfiyeva (* 30. Oktober 1940 in Baku) ist eine aserbaidschanische Komponistin und Musikpädagogin.

## Leben und Wirken
Şəfiyeva erwarb die Grundlagen ihrer musikalischen Ausbildung bei Kövkəb Səfərəliyeva und Midhət Əhmədov. Am Konservatorium Baku war sie Schülerin von Qara Qarayev. Ihre in dieser Zeit entstandenen Präludien für Klavier nahmen mehrere aserbaidschanische und russische Pianisten in ihr Repertoire auf, sie erschienen später auch im Druck.
Zu ihren  späteren Kompositionen zählen u. a. Klavierwerke, Kammermusik, Stücke für Kinder (Günlər keçər, həftə gələr – Tage kommen, Tage vergehen), aber auch größere Orchesterkompositionen, darunter eine Sinfonie für Streichorchester. Sie komponierte Lieder nach Gedichten von Hafis und Nazim Hikmet und aserbaidschanischen Übersetzungen von Gedichten Alexander Puschkins. Daneben arbeitete Şəfiyeva auf musikwissenschaftlichem Gebiet. Sie verfasste musiktheoretische und -wissenschaftliche Schriften und literarische und journalistische Erinnerungen u. a. an Qara Qarayev (Qəlbin yaddaşı – Erinnerung des Herzens) und Cövdət Hacıyev.